# Olho Seco
Olho Seco é uma banda brasileira de punk rock, formada nos anos 1980, em São Paulo. É reconhecida com uma das grandes bandas do gênero no país.

## História
Fábio Sampaio começa a se relacionar com o punk durante os anos 70, e em junho de  1979 abre a loja Punk Rock Discos, que acaba por se tornar um ponto de encontro em S. Paulo para os admiradores do estilo musical.
No ano seguinte, em um ensaio do Cólera no bairro da Casa Verde, em São Paulo, Fábio Sampaio pediu para o baterista da banda Osso Oco, chamado Sartana, que também ensaiava no local e era admirado por Fábio pelo seu modo de tocar, para que fazesse uma levada de bateria para que Fábio cantasse uma letra de sua autoria. Para a formação original, Fábio juntou integrantes dessas suas bandas da banda foi Val (baixo), Fábio Sampaio (vocal), Redson (guitarra) e Sartana (bateria). A intenção era gravar um compacto e acabar com a banda.
Em 1982, a banda participou da primeira coletânea de bandas punks brasileiras, o Grito Suburbano. O vocalista Fábio Sampaio foi quem alugou um estúdio de oito canais da Gravodisc para que Olho Seco, Cólera, Inocentes, Anarkólatras e M-19 registrassem suas músicas, em apenas 12 horas. No confuso processo de captação, Anarkóltras e M-19 acabaram ficando de fora do disco.
Neste mesmo ano, em 1982, a banda se apresenta no festival O Começo do Fim do Mundo, o maior festival punk do Brasil até então, que aconteceu no Sesc Pompeia.
Um ano depois, a banda lançou seu primeiro compacto, o EP "Botas, Fuzis, Capacetes", que rendeu para banda o convite para participar de várias de coletâneas internacionais, uma delas é a Welcome to 1984. Os frequentadores da loja começaram a gostar muito do compacto e a vida da banda se prolonga. Porém após a saída de Redson e Val, os novos integrantes começam a fazer um som muito brutal que como o próprio Fábio diz em entrevistas, a partir dali não tinha mais para onde ir. Então Fábio decide sair da banda que continua como um trio.
Com formação de trio, composta por Luís na guitarrista do Ulster, Wilson Alviano, baixista do Brigada do Ódio e o baterista Sartana, a banda grava o EP Fome Nuclear em 1988 e o álbum Olho por Olho em 1989 e depois encerra suas atividades.
Já nos anos 90, Fábio decide voltar a ter loja na Galeria do Rock. Enquanto procurava uma loja Mingau, Marcos e Arnaldo começam a dizer que Fábio deveria voltar com o Olho Seco porém Fábio nega inicialmente. Os três começam a ensaiar músicas da banda e Fábio se vê novamente na banda gravando o disco Haverá Futuro?.
Em 1999, a banda realiza sua primeira turnê internacional, passando por nove países e cerca de 25 shows, porém dessa vez com integrantes da banda Agrotóxico como banda de apoio. No dia 11 de dezembro, é realizado um show tributo à banda, no Hangar 110, em São Paulo, com a presença das bandas Ação Direta, Pacto Social, FDS, Calibre 12, Ulster, Kolapso 77, Downhill, Cólera e Agrotóxico. Neste show é lançado um CD-tributo à banda, pelo selo independente Red Star Records, com participação do grupo finlandês Força Macabra e do italiano Cripple Bastards, seguidos por diversos grupos brasileiros.
Em 2011, depois de 10 anos sem se apresentar, a banda retorna aos palcos, com a mesma formação com a qual vinha trabalhando desde 1998, com Fábio (vocal), Marcos (guitarra), Jeferson (baixo) e André (bateria).
Em 2014, a banda saí em turnê comemorativa aos 35 anos da banda, com Fabio Sampaio, Ricardo Quattrucci (guitarra), Fabio Braga (baixo) e Luiz Corrêa (bateria). Nesse ano, em 26 de abril, se apresentam no Festival Abril Pro Rock, no Chevrolet Hall, em Olinda (PE), abrindo para a banda norte-americana Conquest for Death.
Em 2015, Felipe Khaos assume a bateria. Junto da banda Cólera, lançam o Split "Ao Vivo no Hangar 110", gravado em 2014, e contam com a participação de Clemente (Inocentes), Thunderbird e Mauro (Ulster).
Em março de 2017 Fábio anuncia uma pausa na banda em seu Instagram. Apesar disso a banda ainda voltaria a se reunir para tocar numa única apresentação no Matanza Fest de 2018.

## Discografia
- Botas, Fuzis e Capacetes EP
- Botas, Fuzis e Capacetes
- Olho Seco EP
- Os Primeiros Dias EP
- Olho por Olho
- Fome Nuclear EP
- Haverá Futuro?
- European Tour
- Os Primeiros Dias
- Fome Nuclear
- Ao Vivo no Hangar 110

### Videografia
- Capturado Vivo